# Dion Phaneuf
Dion Phaneuf (Edmonton, 10 aprile 1985) è un ex hockeista su ghiaccio canadese di ruolo difensore, campione del mondo 2007 con la maglia degli Canada.

## Carriera

### Club
Difensore dal gioco molto fisico (oltre 1300 i minuti di penalità comminatigli in carriera) ma comunque capace di contribuire anche in termini di punti segnati, Phaneuf ha disputato 1048 incontri di NHL, oltre a 55 incontri nei play-off.
Venne scelto dai Calgary Flames al draft 2003 al primo giro (nona scelta assoluta), sebbene lo abbiano poi fatto esordire due anni dopo. Giocò coi Flames fino al 31 gennaio 2010, quando passò ai Toronto Maple Leafs.
Qui rimase per oltre sei anni, divenendo anche capitano della squadra sin dalla stagione 2010-2011. Nel febbraio 2016 passò agli Ottawa Senators nell'ambito di uno scambio che vide coinvolti ben nove giocatori: Phaneuf, Matt Frattin, Casey Bailey, Ryan Rupert e Cody Donaghey passato i da Toronto ad Ottawa, mentre presero la strada opposta Jared Cowen, Colin Greening, Milan Michálek e Tobias Lindberg (insieme alla seconda scelta al draft 2017).
Rimase ad Ottawa per due anni: nel febbraio 2018 passò ai Los Angeles Kings assieme a Nate Thompson, in cambio di Marian Gaborik e Nick Shore.
Rimase coi Kings fino al termine della stagione 2018-2019, quando la squadra decise di recedere dal contratto due anni prima della scadenza, sebbene ciò comportasse il pagamento di parte dello stipendio per i successivi quattro anni.
Nelle stagioni 2019-2020 e 2020-2021 rimase senza squadra, annunciando infine ufficialmente il ritiro nel novembre del 2021.

### Nazionale
Phaneuf ha rappresentato il suo paese sia a livello giovanile (giocando i mondiali Under-20 2004 e 2005, questi ultimi vinti) che con la nazionale maggiore, con la quale ha preso parte ai mondiali 2007 (vinti), 2011 e 2012.

## Vita privata
Phaneuf è sposato con l'attrice Elisha Cuthbert. I due si frequentano dal 2008, e si sono sposati a Summerfield, sull'Isola del Principe Edoardo, nel 2013.

## Palmarès

### Nazionale
- Campionato mondiale di hockey su ghiaccio: 1

2007

### Individuale
- NHL All Star Game: 3

2007, 2008, 2012